# 苅安賀城

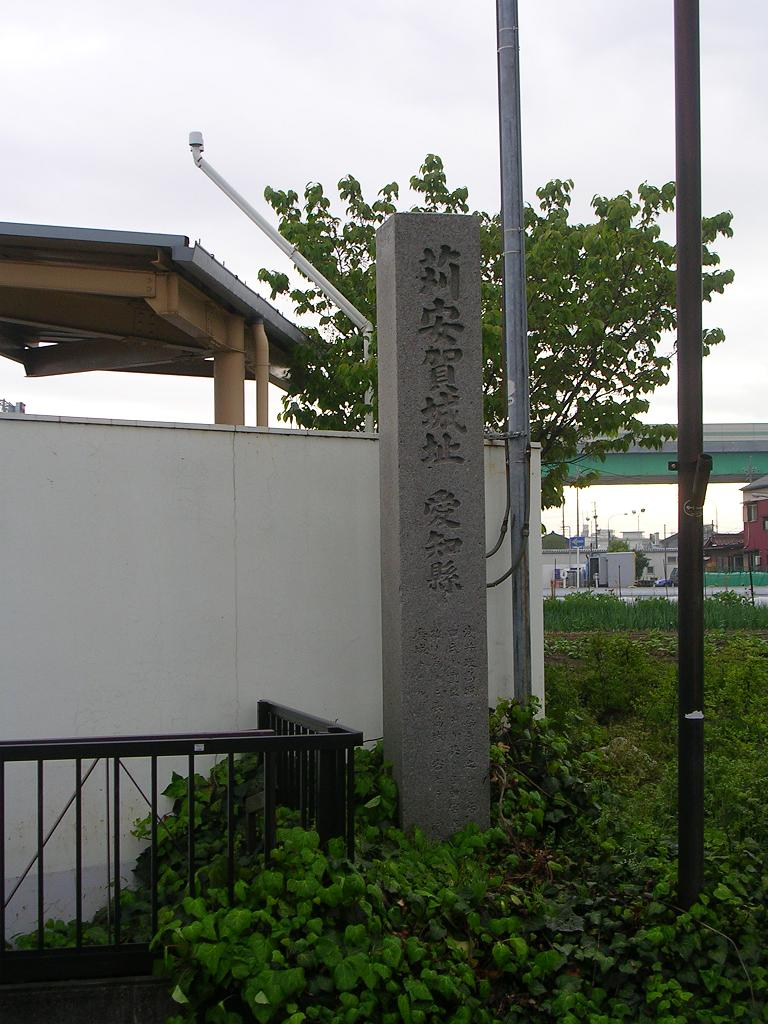
城址石碑

苅安賀城（かりやすかじょう）は、愛知県一宮市苅安賀にあった戦国・安土桃山時代の日本の城（平城）。東西42間、南北32間の規模で内外二重堀の構えであった。

## 歴史
永禄4年（1561年）に、近江の浅井氏庶族の浅井政貞（新八郎）により築城されたといわれている。
新八郎の死後、その子田宮丸（浅井長時）が後を嗣ぎ、本能寺の変で織田信忠が討死すると、信忠次弟の信雄に仕え、家老の一人となった。
羽柴秀吉に内通したと疑われ、信雄と不和となる。天正12年（1584年）、信雄から和解の為、同じく信雄と不和になった岡田重孝、津川義冬と共に長島城に呼び出され、ここにおいて三家老共に討たれた。信雄は、長時を討った森久三郎（森勘解由、毛利伊勢守）を城主とした。
小牧・長久手の戦いでは、信雄・家康軍の城として、尾張西部において重要な役割を負ったといわれる。

## 現在
現在苅安賀自動車学校の南西に石碑があるのみ。城の形跡は全くない。

## アクセス
- 名鉄尾西線 苅安賀駅下車、北へ徒歩で約3分。